# Mec, Ba Lan
Mec [mɛt͡s] là một khu định cư ở khu hành chính của Gmina Biskupiec, trong huyện Nowomiejski, Warmińsko-Mazurskie, ở miền bắc Ba Lan. Nó nằm khoảng 10 kilômét (6 mi)   phía nam Biskupiec, 16 km (10 mi) về phía tây của Nowe Miasto Lubawskie và 87 km (54 mi) về phía tây nam của thủ đô khu vực Olsztyn.